# Mak.by

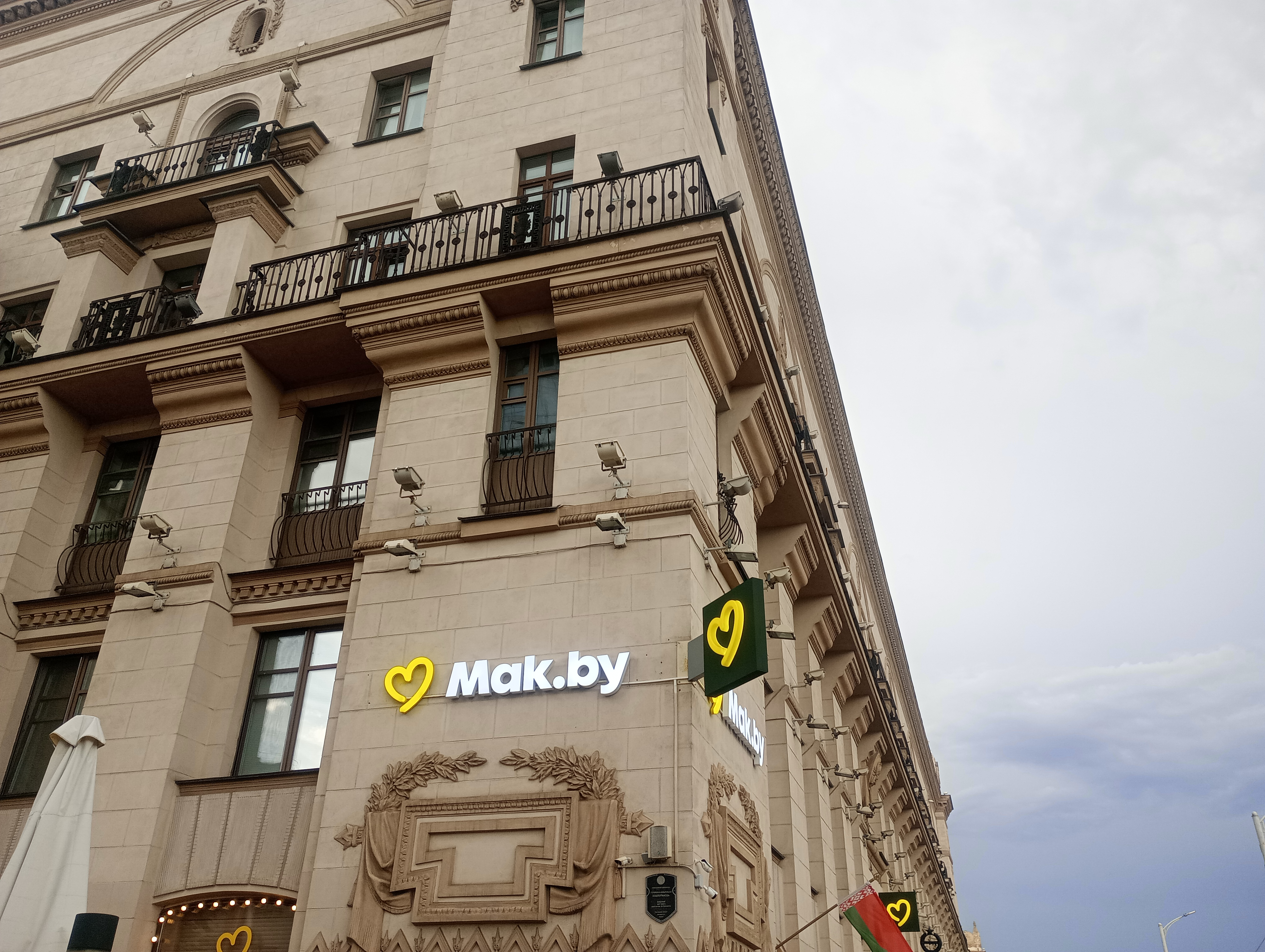
Pobočka Mak.by v Minsku

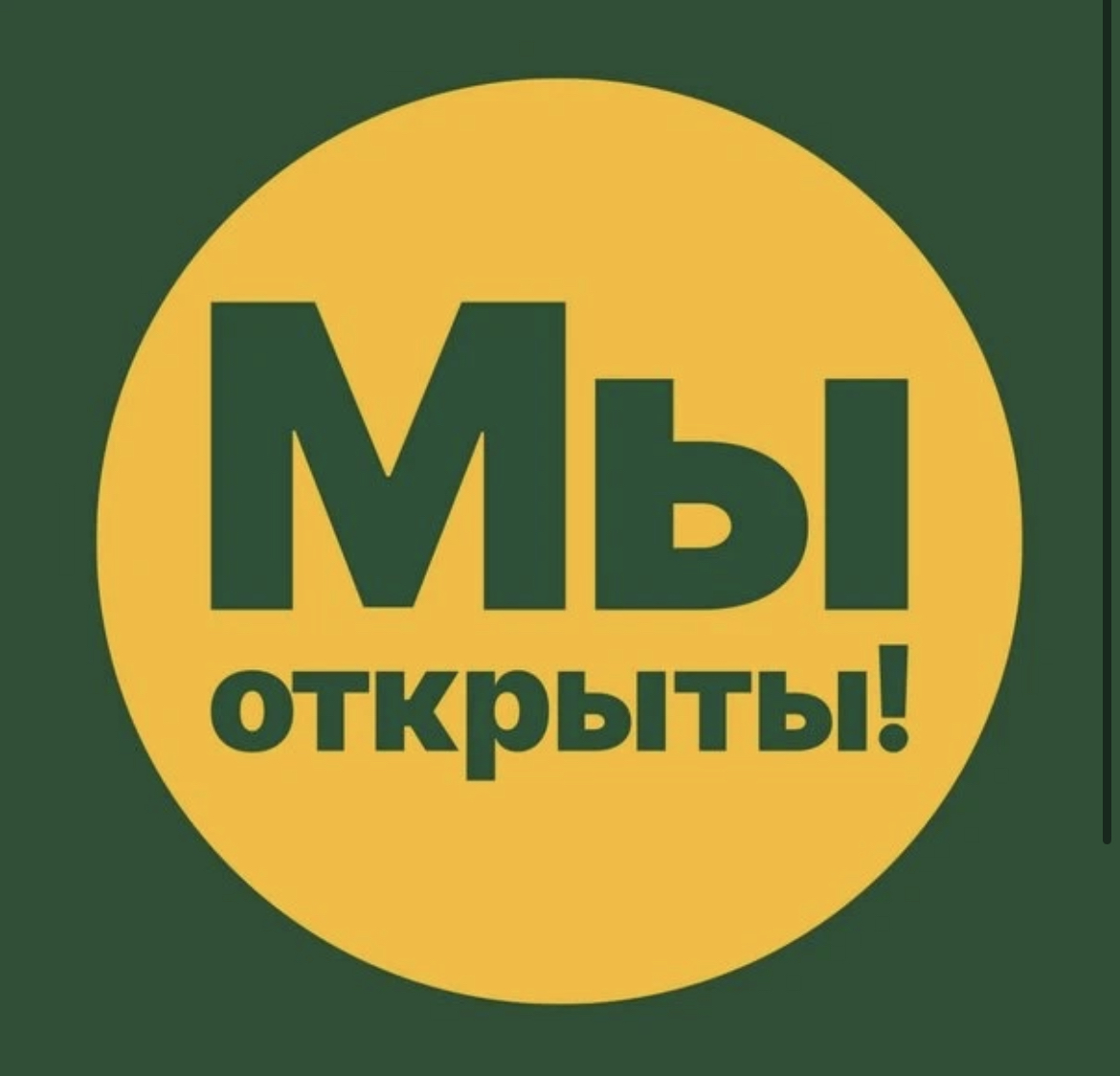
My otkryty, značka pod kterou Mak.by působil dříve

Mak.by je síť restaurací rychlého občerstvení působící v Bělorusku, na místech, kde se před stažením McDonald's Corporation nacházely pobočky restaurací McDonald's. Má 25 poboček. Restaurace Mak.by provozuje společnost KSB Victory Restaurants (КСБ Виктори Рестораны), jejíž majitel, Alexandr Govor, provozuje i ruskou síť restaurací Vkusno i točka a kazašskou síť I'm.
Sortiment Mak.by sestává ze sortimentu McDonald's, přičemž jednotlivé pokrmy mají pozměněné názvy (Big Mac byl přejmenován Mak Burger, Filet-O-Fish na Fishburger, McFlurry na zmrzlinu Ice Deluxe, Happy Meal na Kids Meal atp.). Logo Mak.by je také pouze pozměněným logem McDonald's.

## Historie
Začátkem listopadu 2022 společnost McDonald's Corporation oznámila, že opustí Bělorusko k 22. listopadu. Společnost KSB Victory Restaurants, která restaurace McDonald's v Bělorusku provozovala oznámila, že restaurace McDonald's budou fungovat pod ruskou značkou Vkusno i točka. K tomu nakonec nedošlo, restaurace fungovaly pod značkou McDonald's až do 27. listopadu a posléze fungovaly pod značkou Мы открыты! (my otkryty!, v překladu Máme otevřeno!). 18. dubna 2023 začaly restaurace fungovat pod novou značkou Mak.by.